# Хойна
Хойна (пол. Chojna, нем. Königsberg in der Neumark) — город в Польше, входит в Западно-Поморское воеводство, Грыфинский повят. Имеет статус городско-сельской гмины. Занимает площадь 12,12 км². Население — 7099 человек (на 2004 год).

## Галерея

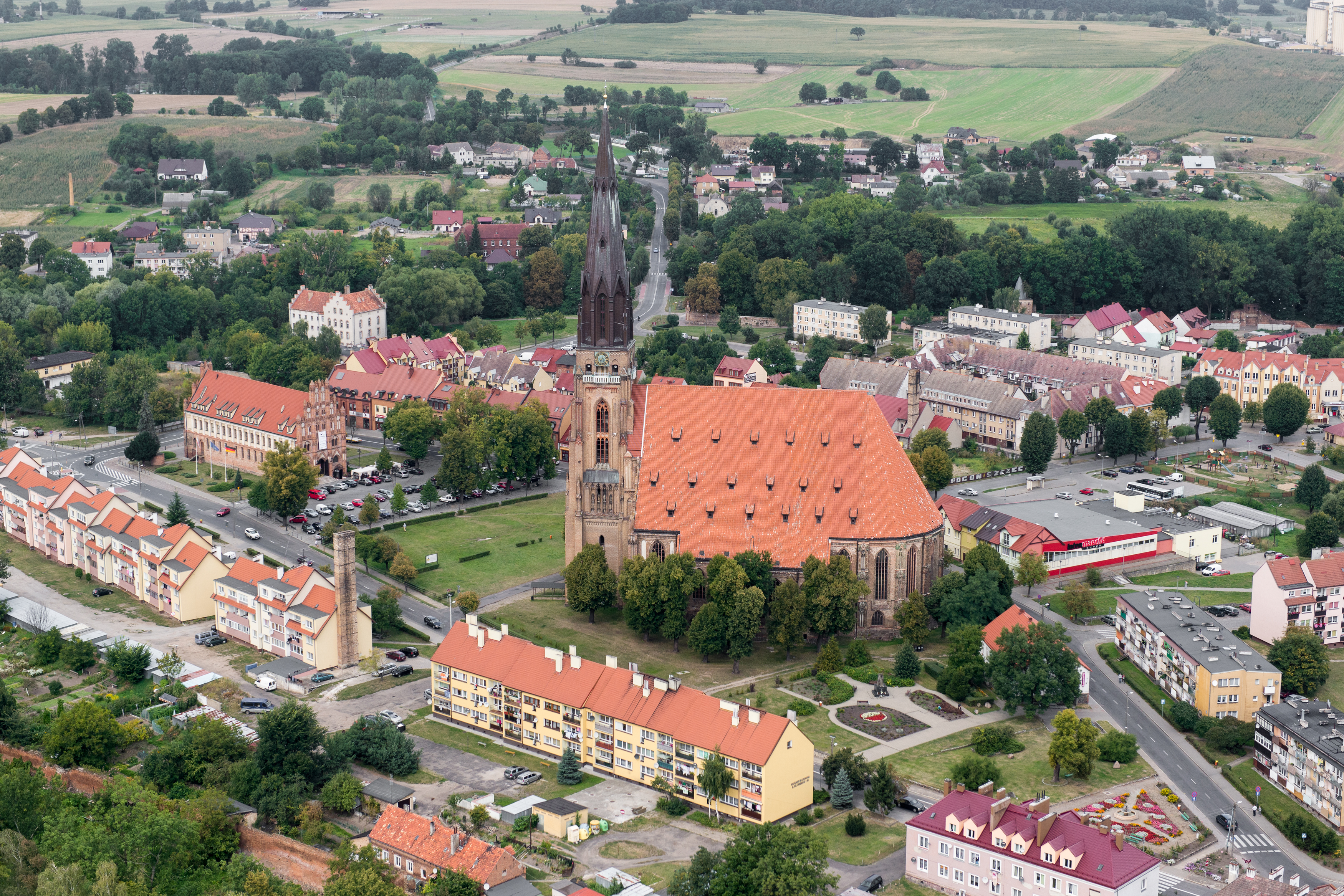
Вид на старый город
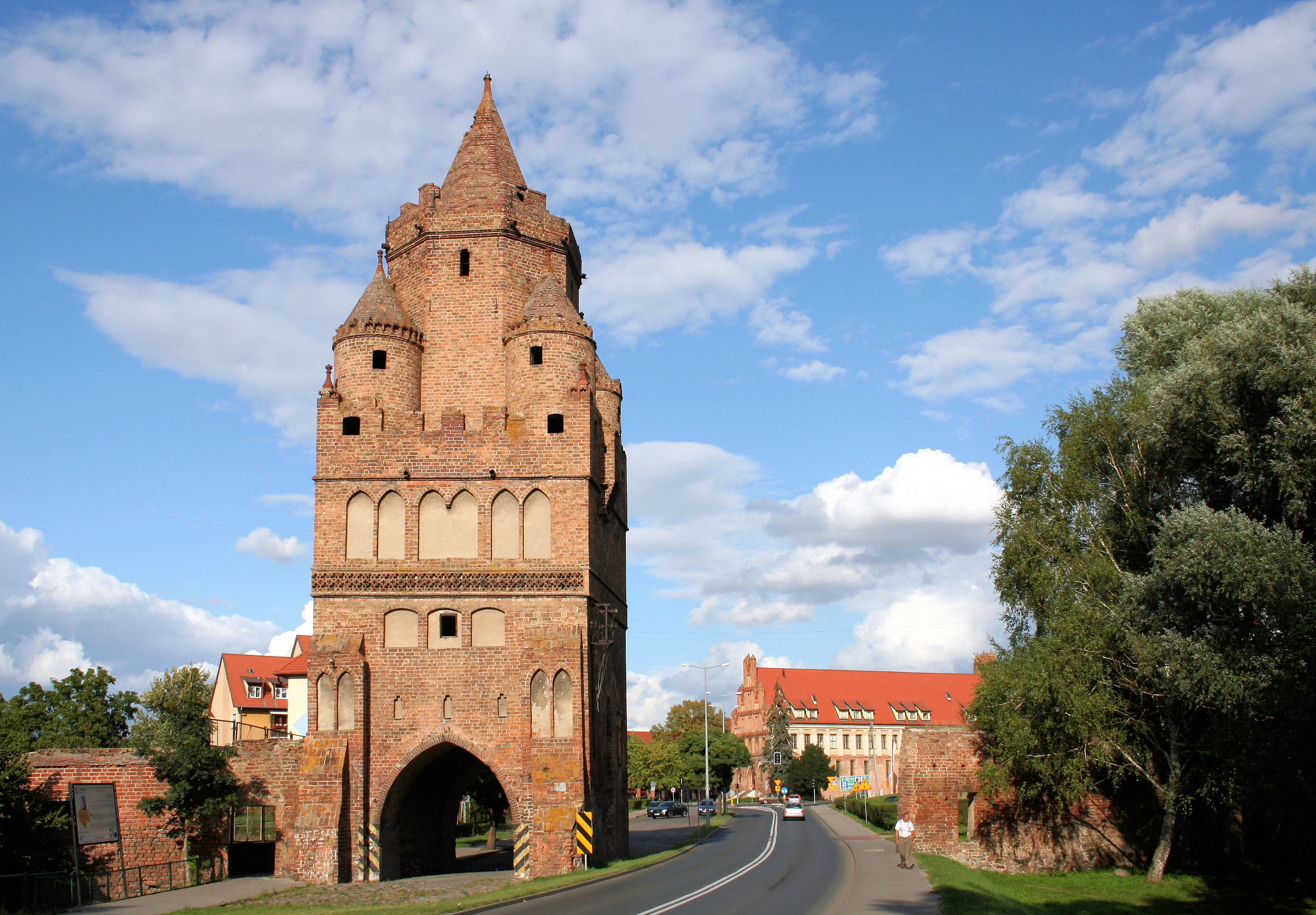
Городские ворота
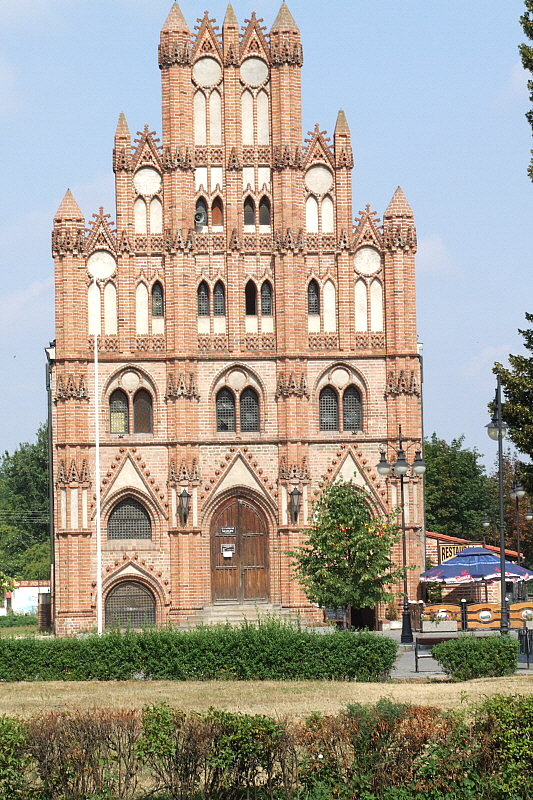
Центр культуры, ранее здание ратуши
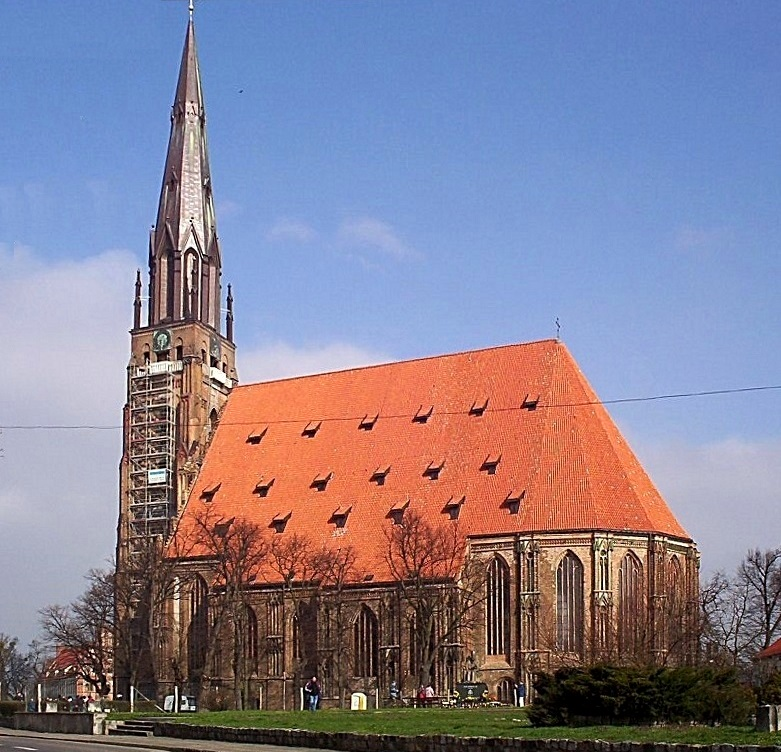
Кирха, 1539 год
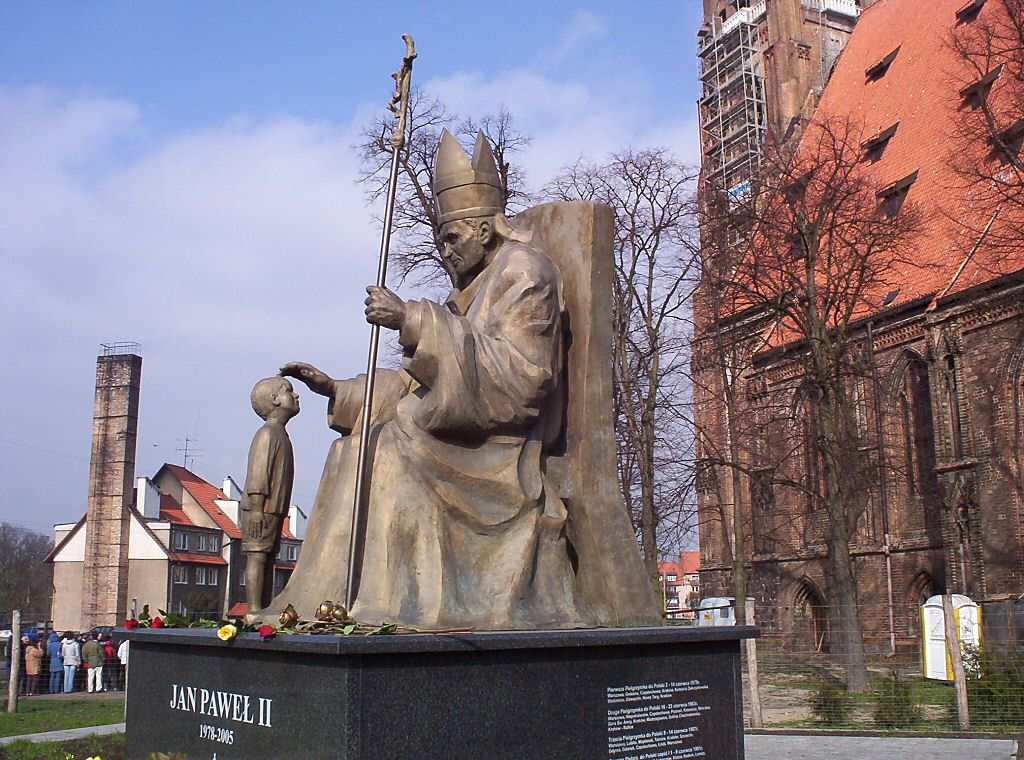
Памятник Иоанну Павлу II